# Никитин, Григорий Иванович
Григо́рий Ива́нович Ники́тин (1905—1986) — конструктор стрелкового вооружения, работавший в Тульском ЦКИБ СОО.

## Биография
Родился в г. Сестрорецке в семье потомственных оружейников.
Окончил земскую школу. C 1919 года работал на Сестрорецком оружейном заводе сначала учеником токаря, затем токарем. В 1923 году был направлен учиться на рабфак. В 1926 году поступил на механический факультет Ленинградского технологического института, откуда в 1930 году был переведён на военно-механическое отделение машиностроительного института (отраслевой вуз Ленинградского политехнического института), который окончил в 1931 году.
В 1931 году молодой специалист получил назначение в проектно-конструкторское бюро (ПКБ) Тульского оружейного завода Наркомата оборонной промышленности СССР.
Работал в тульском ЦКБ-14 (так стало называться ПКБ после выделения его из состава Тульского оружейного завода), после его реорганизации — в ЦКИБ СОО (Центральное конструкторско-исследовательское бюро спортивного и охотничьего оружия).
В 1972 году Григорий Иванович Никитин вышел на пенсию и от активной конструкторской деятельности отошёл.
Умер в 1986 году.

## Разработки
Автор многочисленных разработок в области стрелкового вооружения, самыми известными из которых являются крупнокалиберный пулемёт НСВ-12,7 (Никитин — Соколов — Волков) и два единых пулемёта ТКБ-015 с автоматикой НСВ и ТКБ-521.

## Награды
- Награждён орденами Ленина (1971) и «Знак Почёта» (1966), а также медалями «За доблестный труд в Великой Отечественной войне 1941—1945 гг.» (1945), «За доблестный труд. В ознаменование 100-летия со дня рождения В. И. Ленина» (1970), «Ветеран труда».
- Лауреат премии С. И. Мосина (1965).